# Enercon
Enercon GmbH je uz Vestas, GE i Gamesu jedan od četiriju vodećih svjetskih proizvođača vjetroturbina. Enercon GmbH je ujedno najveći proizvođač vjetroturbina u Njemačkoj. Tvrtku je osnovao Aloys Wobben u Aurichu, Donja Saska, Njemačka. 
Enercon je razvio vjetroagregate snage do čak 4,2 MW, te je osim u Njemačkoj otvorio tvornice i u Švedskoj, Brazilu, Turskoj, Portugalu i Kanadi.  Od osnutka tvrtke 1984. godine do danas instalirano je 28.000 Enerconovih vjetroagregata u više od 30 zemalja svijeta. Završetkom projekta Mui Dinh u Vijetnamu u listopadu 2018. godine ukupni instalirani kapacitet premašio je 50 GW.
Danas godišnji prihod tvrtke premašuje 6 milijardi dolara.

## Povijest

### Početak
Podrijetlom iz Rastdorfa, inženjer Aloys Wobben osnovao je tvrtku Enercon 1984. godine u Aurichu. Prvi proizvod koji je tvrtka razvila bila je vjetroturbina E-15/16, a četiri godine nakon E-17 i E-32. Proboj za tvrtku došao je 1993. godine kada je Enercon uveo E-40 vjetroturbinu (serija 500 kW), prvu generaciju vjetroturbina bez pogona sa zupčanikom. U isto vrijeme započela je proizvodnja lopatica rotora u namjenski osnovanoj tvrtki Aero. Dvije godine nakon E-40, Enercon je napravio veliki ekonomski proboj proizvodnjom vjetroturbina E-66 kojih je bilo prodano u više od 2000 primjeraka. Kupnjom proizvodnog pogona u Sorocabi u Brazilu 1996. godine započelo je međunarodno širenje tvrtke.

### Zaklada Aloys Wobben
Iz zdravstvenih razloga, osnivač tvrtke, Aloys Wobben povukao se iz poslovanja 2012. godine i prenio svoje dionice tvrtke u Zakladu Aloys Wobben. Zaklada je postala jedini dioničar Grupe ENERCON. Wobben je ovime htio osigurati neovisnost tvrtke. Predsjednik upravnog odbora zaklade bio je Hans-Dieter Kettwig, a Simon-Hermann Wobben bio član uprave i jedan od dva upravna direktora tvrtke ENERCON GmbH. Bivša ovlaštena potpisnica Nicole Fritsch-Nehring imenovana je u upravu ENERCON GmbH tijekom osnivanja zaklade, ali je napustila tvrtku 2016. nakon spora oko poslovne strategije. Voditelj prodaje Stefan Lütkemeyer, imenovan je 2012. godine kao novi ovlašteni potpisnik. Nasljednik Aloysa Wobbena u 2016. godini postao je njegov nećak Simon-Hermann Wobben.   

### Lagerwey
Krajem 2017. godine Enercon je kupio dionice Lagerweya. Cilj je stvoriti strateško partnerstvo koje će generirati sinergije. Međutim, Lagerwey bi trebao i dalje postojati kao neovisna tvrtka.

## Vjetroagregati
Vjetroagregati su namijenjeni za iskorištavanje vjetra na kopnu, a mogu se podijeliti u 3 skupine:
- vjetroagregati snage 330-900 kW
- vjetroagregati snage 2,3-3 MW
- vjetroagregati snage veće od 3 MW

Danas je dostupno 14 tipova Enerconovih vjetroagregata koji su instalirani diljem svijeta.

### Enercon E-141
Vjetroagregat E-141 je najveći Enerconov vjetroagregat s promjerom rotora 141 m i snagom od 4.200 kW
|           | Snaga                    | Promjer rotora | Visina nosača (u metrima)           | Klasa vjetra           |
| --------- | ------------------------ | -------------- | ----------------------------------- | ---------------------- |
| E-44      | 900 kW                   | 44 m           | 45 / 55                             | IEC/EN IA              |
| E-48      | 800 kW                   | 48 m           | 50 / 55 / 60 / 65 / 76              | IEC/EN IIA             |
| E-53      | 800 kW                   | 52,9 m         | 50 / 60 / 73                        | IEC/NVN Klasa S        |
| E-70      | 2.300 kW                 | 71 m           | 57 / 64 / 75 / 85 / 98 / 114        | IEC/EN IA i IEC/EN IIA |
| E-82      | 2.000 kW                 | 82 m           | 78 / 84 / 85 / 98 / 108 / 138       | IEC/EN IIA             |
| E-92      | 2.350 kW                 | 92 m           | 78 / 84 / 85 / 98 / 104 / 108 / 138 | IEC/EN IIA             |
| E-103 EP2 | 2.350 kW                 | 103 m          | 98 / 138                            | IEC/EN IIIA            |
| E-101     | 3.050 kW                 | 101 m          | 99 / 124 / 135 / 149                | IEC/EN IIA             |
| E-115     | 3.000 kW                 | 115.7 m        | 92 / 122 / 135 / 149                | IEC/EN IIA             |
| E-115 EP3 | 3.000 / 4.000 kW         | 115.7 m        | 67 / 87 / 92 / 122 / 135 / 149      | IEC/EN IA i IEC/EN IIA |
| E-126 EP3 | 3.000 / 3.500 / 4.000 kW | 127 m          | 86 / 99 / 116 / 135                 | IEC/EN IIA             |
| E-138 EP3 | 3.500 kW                 | 138,6 m        | 81 / 111 / 131 / 160                | IEC/EN IIIA            |
| E-126 EP4 | 4.200 kW                 | 127 m          | 99 / 135 / 159                      | IEC/EN IA i IEC/EN IIA |
| E-141 EP4 | 4.200 kW                 | 141 m          | 99 / 129 / 135 / 159                | IEC/EN IIA             |

## Tehnologija

### Lopatice
Enercon veliku pažnju posvećuje izradi lopatica za svoje vjetroagregate. Karakterističnost njihovih lopatica je ta da one iskorištavaju vanjski i unutarnji radijus cijele površine čime dodatno povećavaju iznos izlazne snage.  Uz to, lopatice postaju otpornije na turbulencije te omogućavaju ravnomjerniji tok cijelom dužinom. Kako bi se smanjila buka pri radu, poboljšani su i vrhovi lopatica.

### Pogon bez zupčanika
Enerconove vjetroturbine imaju neke posebne specifikacije i koncept rada. Poznati su po svom inovativnom konceptu pogona bez zupčanika. Manji broj rotirajućih komponenti smanjuje oštećenja materijala istovremeno povećavajući vijek trajanja svih dijelova. Rotor i generator su direktno povezani, tvoreći cjelinu bez uporabe zupčanika. U usporedbi s klasičnim sustavima gdje postoji pogon sa zupčanicima, Enerconov sustav prijenosa zahtijeva samo dva sporo rotirajuća valjkasta ležaja zbog sporo rotirajućeg direktnog pogona.

## Konstrukcija
Enercon radi na razvoju materijala koji se koriste za izradu različitih dijelova kao što su lopatice, stup ili temelji vjetroagregata. Konstrukcija koja se želi postići za stup teži biti što jednostavnija kako bi se ubrzala njegova izrada, ali i smanjilo vrijeme dopreme i ugradnje. Time se također smanjuje i ukupan trošak izrade. Enerconovi čelični stupovi proizvedeni su u nekoliko dijelova koji se spajaju posebnom L prirubnicom. Stup se postavlja na kružne temelje čiji su prednosti jednake sile u svim smjerovima vjetra te smanjenje i ojačanja količine betona koji se koristi prilikom izrade.

## Sustav nadzora
Da bi lakše nadzirao rad svojih proizvoda, Enercon je razvio različite sustave koji mu u tomu pomažu. Tako su osigurali da vjetroturbine, prilikom ekstremnih klimatskih uvjeta, koji zahtijevaju fleksibilnost i brza tehnološka rješenja, budu učinkovite i sigurne. 

### Mikroelektrična tehnologija nadzora
Mikroelektričnu tehnologiju nadzora razvio je Enercon. Tehnologija radi na principu da središnji sustav prima informacije periferalnih kontrolnih elemenata, a sama uloga je ta da prilagodi sve parametre čime bi se u svim vremenskim uvjetima osigurala maksimalna izlazna snaga vjetroagregata.

### Nadzor s elektroenergetskom mrežom
Pomoću sustava nadzora povezanosti s mrežom omogućeno je mjerenje napona, struje i frekvencije između pretvarača i transformatora sustava. Vrijednosti koje se izmjere šalju se u središnji kontrolni sustav, čime se omogućava pravovremena reakcija na promjenu u naponu ili frekvenciji mreže.

### Nadzor u slučaju oluja
Sustav za kontrolu prilikom oluja omogućava kontrolirani rad prilikom velikih brzina vjetra, čime se izbjegava potpuni prestanak rada vjetroagregata koji smanjuje proizvodnju. Kada se aktivira nadzor u slučaju oluje, nazivna se brzina linearno smanjuje počevši od unaprijed određene brzine vjetra za svaku vrstu turbine. Turbina će se zaustaviti pri brzini vjetra većoj od 34 m/s (10-minutni prosjek). Za usporedbu: Kada se nadzor u slučaju oluje isključi, vjetroturbina se zaustavlja ako brzina vjetra dostigne 25 m/s u prosjeku od tri minute ili 30 m/s u prosjeku od 15 sekundi.

## Enercon u Hrvatskoj
Enerconovi vjetroagregati dio su nekoliko vjetroelektrana u Hrvatskoj. Vjetroelektrana Orlice, koja se nalazi u blizi Šibenika, Sastoji se od 11 Enercon vjetroagregata – 3 vjetroagregata E-48, pojedinačne snage 800 kW, i 8 vjetroagregata E-44, pojedinačne snage 900 kW. Vjetroelektrana Trtar-Krtolin, koja se također nalazi u blizini Šibenika, se sastoji od 14 vjetroagregata E-48 ukupne instalirane snage 11,2 MW.

## Zanimljivosti
- Osnivač Enercona, Aloys Wobben proglašen je 2012. godine po Forbesu kao najbogatiji „zeleni“ milijarder. Danas spada u top 10 najbogatijih ekološki osviještenih milijardera.[14][15]
- Enerconu je zabranjen izvoz vjetroturbina u SAD do 2010.godine zbog navodnog kršenja američkog patenta ( U.S. Patent 5,083,039).[16][17] U sporu pred Komisijom za međunarodnu trgovinu SAD-a, Enercon nije osporio valjanost američkog patenta, ali je tvrdio da njihova tehnologija nije bila pogođena. ITC je odlučio da patent pokriva spomenutu tehnologiju i zabranjuje Enerconu izvoz turbina na američko tržište do 2010. godine.[18]
- U veljači 2011. godine dolazi do pravnog spora između Enercon GmbH-a i njihove postojeće indijske podružnice Enercon India Ltd. (EIL) koja postoji od 1994. godine, a pred indijskim sudom odlučeno je na štetu Enercon-a. Enercon se tada potpuno povukao s indijskog tržišta. EIL je ukrao patente dostupne putem Enercona i robnu marku za vlastite potrebe. Do kraja 2012. godine EIL je koristio naziv i logo Enercon na svojoj početnoj stranici, oglašavao Enercon vjetroturbine indijske proizvodnje i izvještavao o trenutnim projektima, bez objašnjenja odnosa prema Enercon GmbH u Njemačkoj. U međuvremenu, od siječnja 2013. godine, EIL je postao član Wind World India Ltd. preimenovan u "Enercon India is now Wind World India.".[19][20][21] 20. veljače 2018. protiv Wind World India Ltd. pokrenula je stečajni postupak.[22]  Nakon odluke Međunarodnog arbitražnog suda, Enercon se priprema ponovno ući na indijsko tržište od 2017. godine.[23]

## Vanjske poveznice
- (njem.) Službena stranica